# Warmi
Warmi è il primo album registrato in studio da Magaly Solier, pubblicato dalla Phantom Records nel 2009.

## Il disco
Warmi (in lingua quechua significa donna) è un concept album che racconta la storia di Maribel, la protagonista, e di altri personaggi femminili, le vite dei quali sono intrecciate a fatti di violenza e umiliazioni da parte di terroristi e famigliari.

## Le tracce
1. Citaray - 4:12 - M. Solier
2. Ripu Ripusajmi - 5:03 - M. Solier
3. Para Para - 3:26 - M. Solier
4. Pordiosera - 4:41 - M. Solier
5. Vaca Vaca - 3:04 - M. Solier
6. Viento Que Corre - 4:00 - M. Solier
7. Jayna - 2:57 - M. Solier
8. Ripuchkay - 4:51 - M. Solier
9. Guitarra Yuyariptiy - 4:33 - M. Solier

Bonus tracks:
1. Porque Me Miras Así - 3:30 - M. Solier
2. Waychaucito - 3:14 - M. Solier

## Formazione

### Gruppo
- Magaly Solier: voce principale
- Maria Elena Pacheco: Violino
- Irma Rodriguez: Coro
- Fredy Gomez: Quena, Sikus, Charango, Chitarra ritmica
- César Pacheco: cello
- Omar Rojas: basso elettrico
- Cali Flores: percussioni

### Altri musicisti
- Sergio Valdeos: Chitarra (in Guitarra Yuyariptiy)
- Marco Quispe: Chitarra (in Viento Que Corre)